# Pogány Móric
Pogány Móric, születési nevén Schau Móric (Nagyenyed, 1878. augusztus 13. – Budapest, 1942. július 4.) zsidó származású magyar építész, urbanista, egyetemi tanár; grafikusművész.

## Életpályája
Schau Áron (1840–1924) és Braun Borbála fia. 1895-ben Kolozsváron Pákey Lajos irodájában kezdte pályáját, majd 1908-tól Budapesten Tőry Emillel létesített társas viszonyt. Ennek a korszaknak a kiemelkedő alkotása volt a torinói világkiállítás magyar pavilonja, amely a Lechner Ödön által elindított magyaros stíluskeresés szép példája. A sátorarchitektúrát mint ősmagyarnak tartott építészeti formát alkalmazta. Az Adria Biztosító épületénél már modernebb szerkezetet használt, Lajta Béla hatására.
Később önálló irodát nyitott; nála dolgozott a fiatal Kós Károly is egy ideig. 
1926-ban Träume eines Baumeisters (Egy építőmester álmai) címen publikálta tollrajzait.
Felesége Szabó Margit volt. 
Pogány Móric 1942-ben rákban hunyt el. A Farkasréti temetőben helyezték nyugalomra.

## Ismert saját épületei

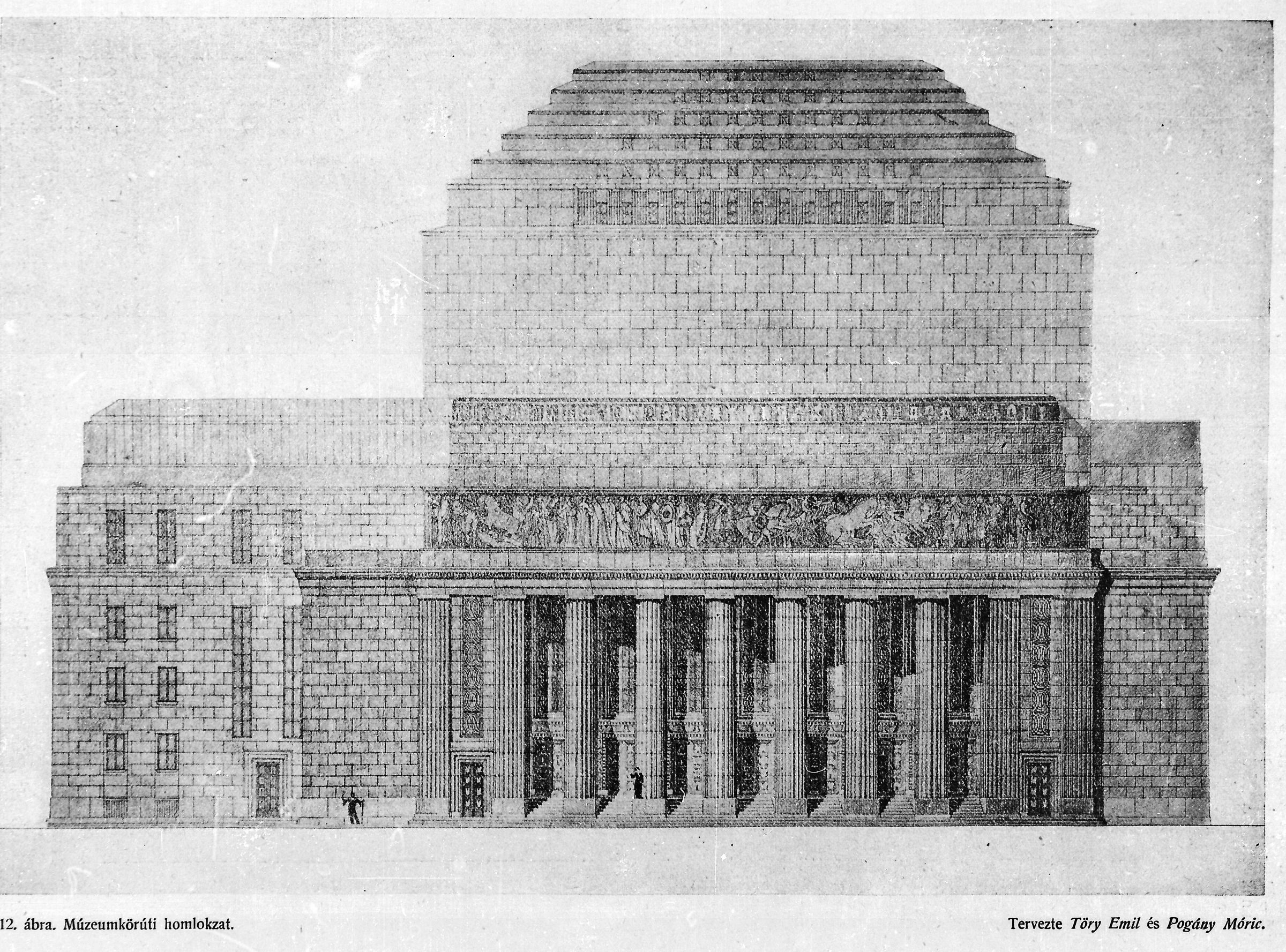
Második tervpályázat, Nemzeti Színház pályaterve, főhomlokzat, 1913

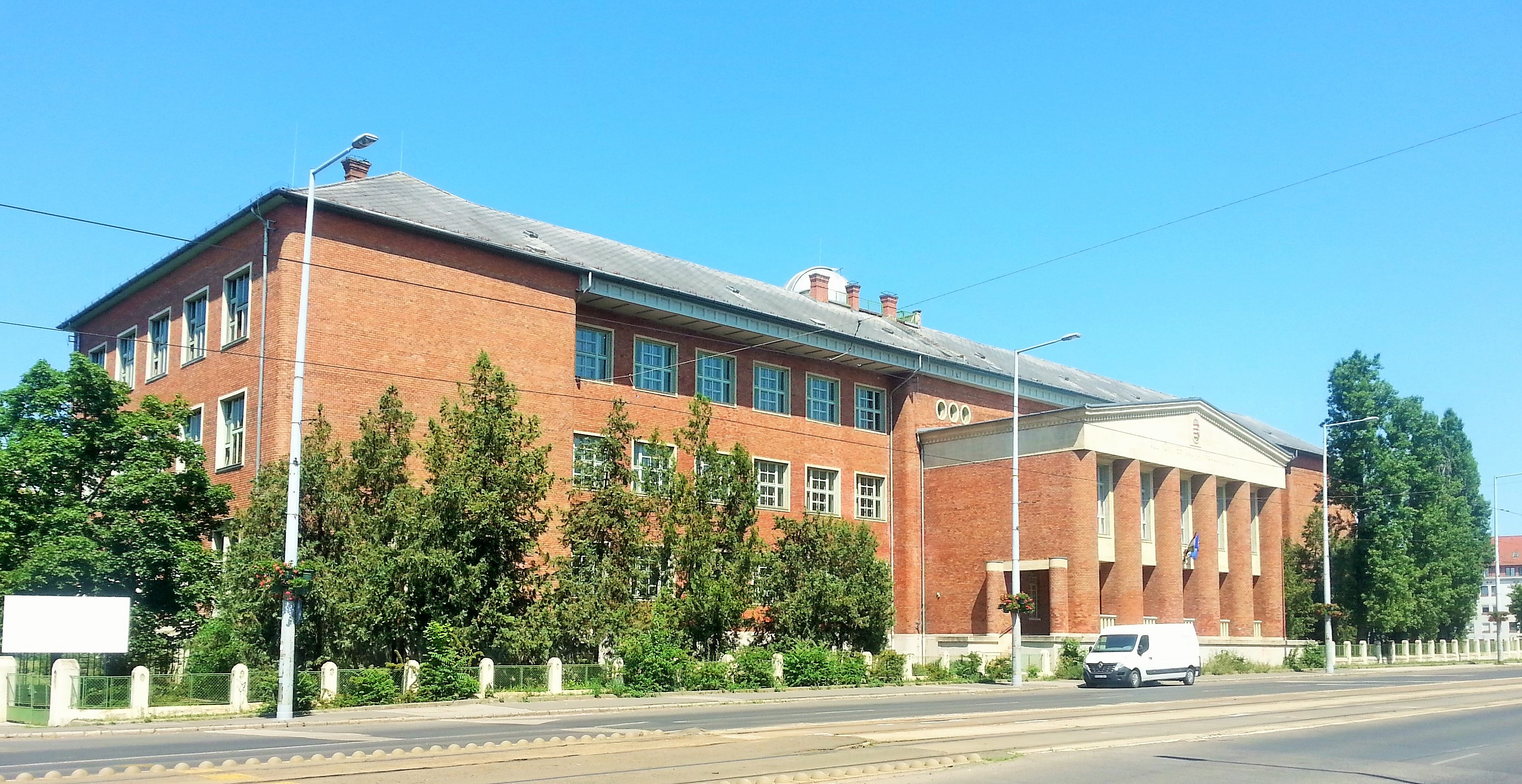
Könyves Kálmán Gimnázium, Budapest

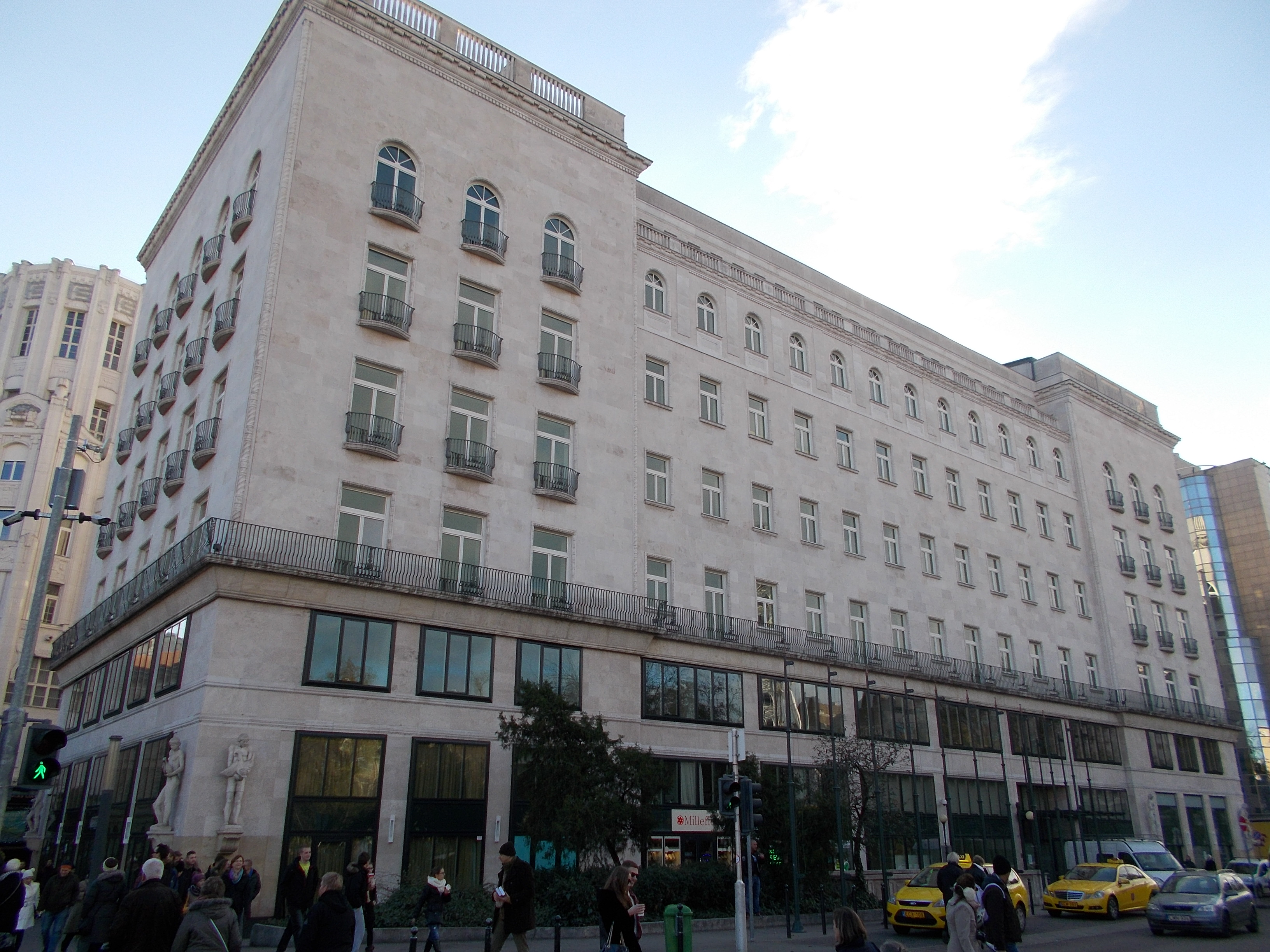
Az Adriai Biztosító Társulat székháza, Budapest

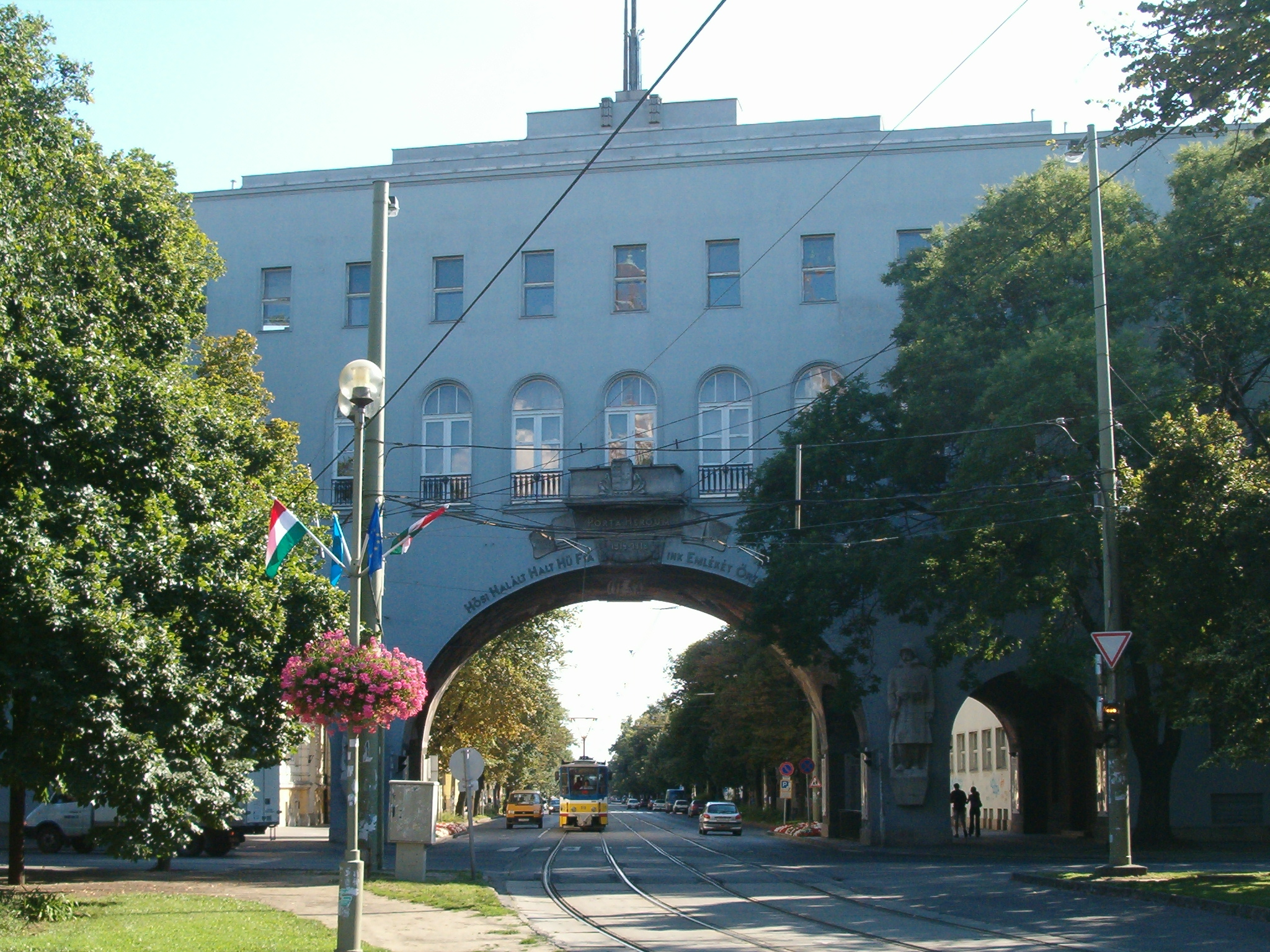
Hősök kapuja, Szeged

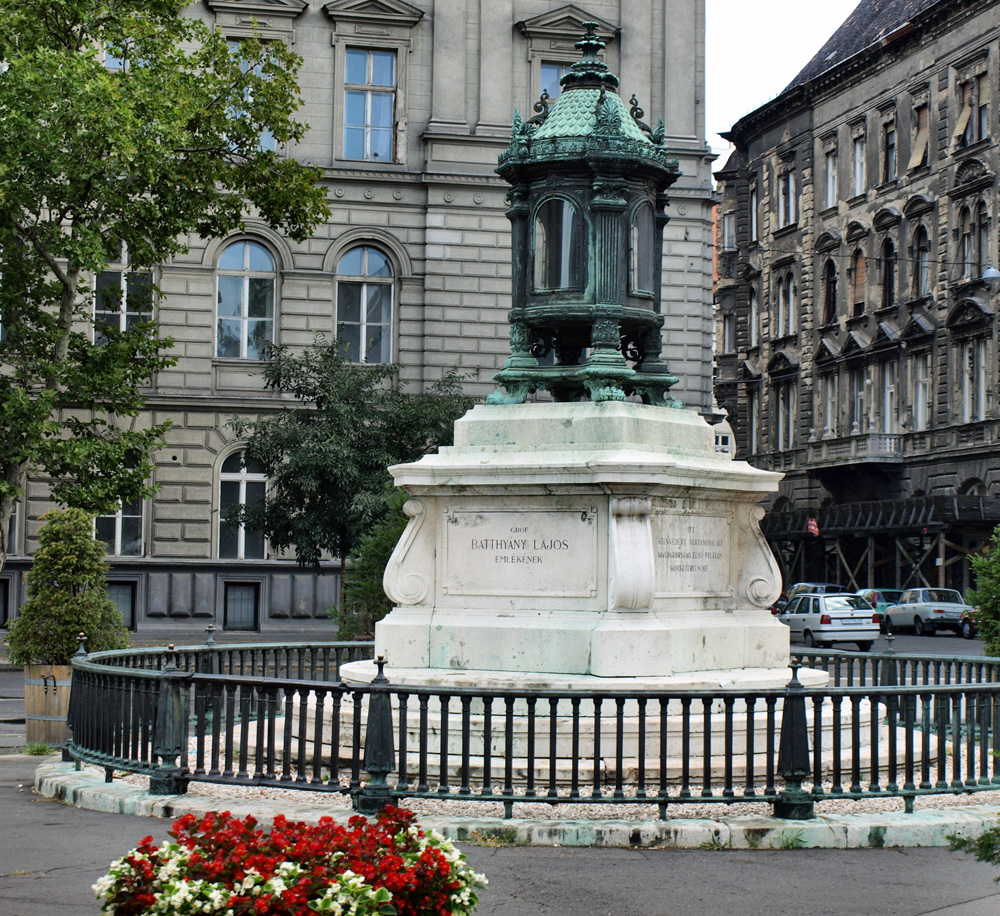
Batthyány-örökmécses, Budapest

### Elkészült épületek
- 1904: Lakóépület, Budapest, Ecsedi u. (Kőrössy Alberttel közösen)[6] – az épület elpusztult[7]
- 1910: Pénzügyi palota (Pénzügyigazgatóság), Sátoraljaújhely[8] jelentősen átalakítva
- 1915–1917: Központi Papnevelő Intézet Práter utcai kislakásos bérházcsoportja, 1083 Budapest, Práter u. 63.[9][6]
- 1916: koronázási esküemelvény a Mátyás-templom előtt, 1014 Budapest, Szentháromság tér 2.[10][7]
- 1935: Mezey-villa, 1025 Budapest, Áfonya u. 3.[6]
- 1937: Del Medico Panzió kialakítása, 1052 Budapest, Bécsi u. 8.[11]
- 1939: Lamotte-villa, Leányfalu[6]
- 1930-as évek: néhány egyéb ipari épület és villa, Budapest (közelebbi megjelölés nélkül)
- 1935 k.: József Ferenc főherceg villája, Budapest, Óbudai-sziget (Staudhammer Károllyal közösen)[12]

Részt vett 1934–1935-ben egy nyolcemeletes, szociális bérházcsoport (1081 Budapest, II. János Pál tér 13-15.) tervezésében (munkatársak: Árkay Bertalan, Faragó Sándor, Fischer József, Heysa Károly, Ligeti Pál, Molnár Farkas, Pogány Móric, Preisich Gábor és Vadász Mihály).

### Elkészült emlékművek
- 1907 (újabb tervek: 1912): Batthyány-örökmécses, 1054 Budapest, Hold u. – a tervpályázatot Pogány 1907-ben nyerte meg; az emlékmécsest csak 1926-ban állították fel.[13][7][7]
- 1907: zugligeti villatervek, Budapest (közelebbi megjelölés nélkül)[7]
- 1936–1937: Hősök kapuja, 6725 Szeged, Boldogasszony sugárút (Aba-Novák Vilmos freskóival)[14][6]

### Tervben maradt épületek
- 1900: fejedelmi sírbolt pályaterv – a Műcsarnok tárlatán állította ki[10]
- 1904: Székesfővárosi krematórium pályaterv, Budapest – a legjobbnak ítélt pályaterv[15]
- 1908: Gách István és Szamolovszky Ödön szobrászok műtermes villájának terve, Budapest, Pasarét[7]
- 1908: főúri kastély terve (közelebbi megjelölés nélkül)[7]
- 1910: Pest Vidéki Törvényszék, Budapest[16]
- 1912: Cseh-Magyar Iparbank Rt. székháza, 1051 Budapest, Nádor utca 6. (az épület végül Haász Gyula és Málnai Béla tervei alapján épült fel)[6]
- 1928–1929: dél-budai urbanisztikai elképzelések („Fiatalság Városa”, részei: laboratóriumok, kísérleti telepek, előadótermek, könyvtárak, és egy 14 emeletes, 58 méter magas, lépcsőzetesen kiképzett sokszögalaprajzú „Tudomány Tornya” nevű magas ház), Budapest, Lágymányos[6][13]
- 1930: Olimpiai Centrum, Budapest, Lágymányos[6]
- a Hágai békepalota terve – dicséretet kapott[9]
- lakóháztervek

### Tervben maradt szobrok
- 1905: szabadságharc-emlékmű pályaterve, Budapest (2 terv: Kőrössy Albert építésszel és Tóth István szobrásszal, illetve Margó Ede és Pongrácz Szigfrid szobrászokkal, I. díj)[7][10]
- 1905: Kossuth-szobor pályaterve, Budapest (Kőrössy Albert építésszel és Tóth István szobrásszal)[10][7]
- ?: Vörösmarty-szobor pályaterve[10]

### Egyéb tervek
- 1907: síremlék tervek (közelebbi megjelölés nélkül)[7]
- Ferdinánd (ma Lehel) tér, Budapest szabályozási terve[9]

### Egyéb munkálatok
- 1919: Andrássy út ünnepi feldíszítése 1919. május 1-jén, Budapest, Andrássy út (Falus Elekkel)[7]
- 1930 után: Schachtner-ház átalakítása, 1122 Budapest, Városmajor utca 24.[17]

Egyes források neki tulajdonítják a következő épületet is:
- 1902: Elemi iskola, ma: Szent János Apostol Katolikus Általános Iskola, Budapest, Tanoda tér, 1043 – az épületen lévő emléktábla alapján azonban ezt nem ő, hanem Baumgarten Sándor és Herczegh Zsigmond közösen tervezte[19]

## Tőry Emillel közösen tervezett épületei

### Elkészült épületek
- 1911: Lindmayer-villa, 1024 Budapest, Nyúl utca 3.[6][20]
- 1911: A torinói világkiállítás magyar pavilonja, Torinó (Tőry Emillel és Györgyi Dénessel)[13][10]
- 1911–1913: Újpesti Állami Főgimnázium (ma: Újpesti Könyves Kálmán Gimnázium), 1043 Budapest, Tanoda tér 1.[6]
- 1912–1918: Az Adriai Biztosító Társulat székháza (később: Budapesti Rendőrkapitányság, ma: Hotel Méridien), 1052 Budapest, Deák Ferenc utca 16-18.[13][10] – az székház tornya nem épült meg[21]
- 1924–1925: lakóépület, 1012  Budapest, Várfok utca 14.[22]
- 1929: Kultúrpalota (ma: Kossuth Lajos Művelődési Központ), 3980 Sátoraljaújhely, Táncsics tér 3. (az épület befejezését Tőry már nem élte meg)[6][23]

### Elkészült egyéb építmények
- 1920-as évek: Glücksthal Gyula sírboltja, Kozma utcai izraelita temető, 1108 Budapest, Kozma utca 6.[6]

### Tervben maradt épületek
- 1912: Osztrák–Magyar Bank székházpályázata, Bécs – első díjat nyert[13][9]
- 1913: a Nemzeti Színház pályaterve, Budapest – első díjat nyert[13][10]

## Egyéb irodalom
- A sátoraljaújhelyi kultúrpalota In: Tér és Forma, 1929.
- Náday Pál: Pogány Móric In: Magyar Művészet, 1930.